# 伊莎寶
伊莎寶（日语：マイネイサベル），是日本純種競賽馬匹。生涯活躍於一哩賽事，曾勝出新潟兩歲錦標、府中牝馬錦標及中山牝馬錦標，亦於維多利亞一哩賽中跑獲季軍。

## 出賽前
2008年4月11日出生於北海道新日高町高橋修牧場，成長途中於拍賣會上以315萬日圓購入後，在一口馬主俱樂部Thoroughbred Club Ruffian Ltd.進行馬主募集。
其後交由美浦訓練中心練馬師水野貴廣訓練。

## 競賽生涯

### 2歲
2010年出戰新潟競馬場2歲新馬戰，保持在先頭位置下逐步推進，最終成功在直路上超越其他對手取得首勝。
其後出戰新潟兩歲錦標，雖然賽前取得第九人氣，但於比賽途中一直在中團位置維持穩定的步伐，最終在直路一舉衝出下以頸位優勢壓贏同主馬欣喜之淚取得首個分級賽冠軍。
完成新潟兩歲錦標後以夢幻錦標作為目標，但一直處於後方位置下未能衝出以第九落敗，年末出戰阪神兩歲牝馬錦標則因在直路稍為失速而僅獲第六。

### 3歲
2011年首戰選擇為皇后盃，繼續採用中團戰術下在彎道處抽出外檔望空，雖然一度跑出不俗的走勢，但最終仍然敗於捕鯨之旅取得第二。
1個月後出戰百花盃，改用先行戰術下一直保持在第三附近，但最終在直路上被Trend Hunter、Hubble Bubble及Mahina超越取得第四。
其後陣營選擇放棄櫻花賞，改為以優駿牝馬（日本橡樹大賽）作為目標，因而安排其出自前哨戰花仙錦標，但最終以第五的戰績落敗。
5月按照計劃出戰優駿牝馬，本次比賽維持在中後方逐步展開推進，但最終未能在直路上縮窄和前方對手的距離以第六完賽。
秋季選擇以玫瑰錦標作為起動戰，比賽初段於中團逐步推進，在彎道處順利透出下於直路上展開衝刺迫近前方，最終僅敗於捕鯨之旅扭轉第十人氣的低評價取得亞軍。
其後出自雌馬三冠尾關秋華賞，然而一直處於後方位置下一直未能衝出，最終以第九大敗。
年末出戰福島紀念作為收官之戰，同時為首次和年長馬匹決戰，最終成功在中團位置等待時機後在直路順利衝刺，以第三的戰績完賽。

### 4歲
2012年首戰為中山牝馬錦標，採用先行戰術下在直路稍為維持走勢取得第四，福島牝馬錦標亦以同樣戰術展開，最終跑獲第五的戰績。
5月以維多利亞一哩賽作為目標，採用居中戰術維持不俗的節奏控制，但於直路上衝勢未及其他對手，最終以第六落敗。
進入夏季前往新潟競馬場出戰賽事，雖然在關屋紀念中保持不俗的姿態取得第四，但其後增程出戰新潟紀念卻以第十七慘敗。
秋季決定以府中牝馬錦標作為調整，比賽初段維持在中團附近的位置，直至最後彎道處才稍為發力尋找空檔。進入直路後，其繼續在中內檔位置不斷加速，最終成功衝出下壓贏Smart Silhouette及多瑙河取得第二個分級賽冠軍。
1個月後乘勢挑戰女皇伊利沙伯二世盃，然而再度未能維持走勢下以第七落敗。

### 5歲
2013年稍為休養後在3月的中山牝馬錦標復出，雖然早段處於約莫第十的位置，但於第三彎道開始逐步向前，在第四彎道經已處於有利位置。進入直路後，其繼續在直路上展開衝刺，最終成功在和Smart Silhouette及All That Jazz的纏鬥中透出，取得第三個分級賽優勝。
4月20日出戰福島牝馬錦標，再度取用居中戰術下在直路此段進佔先頭位置，但本次比賽未能壓贏Smart Silhouette下以第二完賽。
5月12日選擇以維多利亞一哩賽作為目標，重拾先頭戰術下一直維持在先頭第三附近，在直路表現出不俗的衝勢逐步加速，但被同樣位置的極峰壓制下再被捕鯨之旅超越，最終取得第三。
其後選擇出戰安田紀念和雄馬決戰，保持在中團第十一附近的位置下在彎道處開始望空，逐步衝前下最終僅敗於龍王、湘南聲威及碧海銀鯊取得殿軍。
休養過後在秋季出戰府中牝馬錦標挑戰連霸，但在比賽途中位置稍為墮後下未能在直路修復失地，最終僅以第四完賽。
其後更在一哩冠軍賽中以第十五大敗，在年末的愛知盃亦僅跑獲第九。
完成以上賽事後，陣營決定安排其退役。

### 詳細賽績
| 日期       | 舉辦國家 | 馬場 | 距離   | 級別 | 賽事名稱           | 負重 | 騎師     | 馬號 | 出馬 | 名次 | 時間   | 頭馬（二馬）         |
| ---------- | -------- | ---- | ------ | ---- | ------------------ | ---- | -------- | ---- | ---- | ---- | ------ | -------------------- |
| 17/7/2010  | 日本     | 新潟 | 草1400 |      | 2歲新馬            | 54   | 松岡正海 | 4    | 18   | 1    | 1:22.4 | （Popular Stock）    |
| 5/9/2010   | 日本     | 新潟 | 草1600 | GIII | 新潟兩歲錦標       | 54   | 松岡正海 | 16   | 17   | 1    | 1:34.5 | （欣喜之淚）         |
| 6/11/2010  | 日本     | 京都 | 草1400 | GIII | 夢幻錦標           | 54   | 松岡正海 | 7    | 17   | 9    | 1:22.7 | Marumo Sarah         |
| 12/12/2010 | 日本     | 阪神 | 草1600 | GI   | 阪神兩歲牝馬錦標   | 54   | 松岡正海 | 6    | 18   | 6    | 1:36.1 | Reve d'Essor         |
| 12/2/2011  | 日本     | 東京 | 草1600 | GIII | 皇后盃             | 55   | 松岡正海 | 4    | 16   | 2    | 1:35.5 | 捕鯨之旅             |
| 26/3/2011  | 日本     | 阪神 | 草1800 | GIII | 百花盃             | 55   | 松岡正海 | 17   | 18   | 4    | 1:47.6 | Trend Hunter         |
| 23/4/2011  | 日本     | 東京 | 草2000 | GII  | 花仙錦標           | 54   | 松岡正海 | 13   | 17   | 5    | 2:03.5 | Bouncy Tune          |
| 22/5/2011  | 日本     | 東京 | 草2400 | GI   | 優駿牝馬           | 55   | 松岡正海 | 17   | 18   | 6    | 2:26.2 | Erin Court           |
| 18/9/2011  | 日本     | 阪神 | 草1800 | GII  | 玫瑰錦標           | 54   | 小牧太   | 11   | 14   | 2    | 1:48.1 | Aventura             |
| 16/10/2011 | 日本     | 京都 | 草2000 | GI   | 秋華賞             | 55   | 松岡正海 | 15   | 18   | 15   | 2:00.8 | Aventura             |
| 20/11/2011 | 日本     | 新潟 | 草2000 | GIII | 福島紀念           | 52   | 津村明秀 | 11   | 18   | 3    | 1:59.5 | Admire Cosmos        |
| 11/3/2012  | 日本     | 中山 | 草1800 | GIII | 中山牝馬錦標       | 54   | 松岡正海 | 1    | 16   | 4    | 1:51.0 | 玫瑰夜               |
| 21/4/2012  | 日本     | 福島 | 草1800 | GIII | 福島牝馬錦標       | 55   | 松岡正海 | 14   | 16   | 5    | 1:46.5 | All That Jazz        |
| 13/5/2012  | 日本     | 東京 | 草1600 | GI   | 維多利亞一哩賽     | 55   | 松岡正海 | 4    | 18   | 6    | 1:32.9 | 捕鯨之旅             |
| 12/8/2012  | 日本     | 新潟 | 草1600 | GIII | 關屋紀念           | 54   | 松岡正海 | 8    | 18   | 4    | 1:32.0 | 多瑙河               |
| 2/9/2012   | 日本     | 新潟 | 草2000 | GIII | 新潟紀念           | 54   | 松岡正海 | 14   | 18   | 17   | 1:59.0 | Transwarp            |
| 10/10/2012 | 日本     | 東京 | 草1800 | GII  | 府中牝馬錦標       | 54   | 松岡正海 | 14   | 17   | 1    | 1:45.5 | （Smart Silhouette） |
| 11/11/2013 | 日本     | 京都 | 草2200 | GI   | 女皇伊利沙伯二世盃 | 56   | 松岡正海 | 1    | 16   | 7    | 2:16.9 | Rainbow Dahlia       |
| 10/3/2013  | 日本     | 中山 | 草1800 | GIII | 中山牝馬錦標       | 56   | 松岡正海 | 11   | 16   | 1    | 1:48.5 | （Smart Silhouette） |
| 21/4/2013  | 日本     | 福島 | 草1800 | GIII | 福島牝馬錦標       | 56   | 松岡正海 | 10   | 15   | 2    | 1:46.4 | All That Jazz        |
| 12/5/2013  | 日本     | 東京 | 草1600 | GI   | 維多利亞一哩賽     | 55   | 柴田大知 | 1    | 18   | 3    | 1:32.5 | 極峰                 |
| 2/6/2014   | 日本     | 東京 | 草1600 | GI   | 安田紀念           | 56   | 松岡正海 | 8    | 18   | 4    | 1:31.9 | 龍王                 |
| 14/10/2014 | 日本     | 東京 | 草1800 | GII  | 府中牝馬錦標       | 55   | 松岡正海 | 6    | 13   | 4    | 1:49.0 | 捕鯨之旅             |
| 17/11/2014 | 日本     | 京都 | 草1600 | GI   | 一哩冠軍賽         | 55   | 松岡正海 | 17   | 18   | 15   | 1:33.8 | 太陽神驥             |
| 14/12/2014 | 日本     | 中京 | 草2000 | GIII | 愛知盃             | 57   | 松岡正海 | 9    | 18   | 9    | 2:02.7 | Hula Bride           |

## 退役後
退役後，伊莎寶成為了繁殖雌馬，於北海道新冠町大紅牧場休養，在2014年進行配種。首批子嗣Belita在2015年出生，可於2017年出賽。
2022年3月3日，其於懷有第六匹子嗣的情況下死亡，享年14歲。

### 詳細繁殖資料
| 數目   | 馬名            | 出生年 | 性別 | 父系     | 練馬師 | 馬主                                                | 戰績                   |
| ------ | --------------- | ------ | ---- | -------- | --- | --------------------------------------------------- | ---------------------- |
| 第一匹 | Belita          | 2015   | 雌   | 再來一個 | 美浦・水野貴廣 →姬路・田村彰啟 | Thoroughbred Club Ruffian Ltd →新垣拓也             | 20戰1冠3亞2季（退役）  |
| 第二匹 | Kralice         | 2016   | 雌   | 夏威夷王 | 美浦・水野貴廣 →姬路・坂本和也 | Thoroughbred Club Ruffian Ltd →Running Cloud Co Ltd | 41戰1冠2亞4季（退役）  |
| 第三匹 | Meiner Cisneros | 2017   | 雄   | 夏威夷王 | 美浦・水野貴廣 →門別・佐久間雅貴 →園田・高馬元紘 →門別・佐久間雅貴 →大井・福永敏 →門別・佐久間雅貴 →大井・福永敏 →門別・佐久間雅貴 →金澤・高橋優子 | Thoroughbred Club Ruffian Ltd →門別敏郎 →總武開發   | 42戰19冠5亞4季（現役） |
| 第四匹 | Vermogen        | 2018   | 雌   | 銀幕英雄 | 美浦・水野貴廣 →盛岡・飯田弘道 →大井・大宮和也 →浦和・工藤伸輔                                                                                     | Thoroughbred Club Ruffian Ltd →北原大史             | 58戰10冠5亞9季（現役） |
|        | （受胎失敗）    |        |      | 黃金船   | |                                                     |                        |
| 第五匹 | Meiner Tsar     | 2020   | 雄   | 黃金船   | 美浦・水野貴廣 →金澤・菅原欣也 | Thoroughbred Club Ruffian Ltd →JPN技研              | 7戰0冠2亞0季           |
|        | （受胎失敗）    |        |      | 野田詩韻 | |                                                     |                        |
| 黃金船 | （受胎失敗）    |        |      |          | |                                                     |                        |
|        | （母體死亡）    |        |      | 野田詩韻 | |                                                     |                        |

## 血統簡介
父系千里通為日本賽駒，生涯戰績優秀，曾勝出NHK一哩賽，同時亦於傑克莫華大賽跑獲季軍。祖父為愛爾蘭生產的意大利賽駒東來兵，曾勝出凱旋門大賽，退役後於日本配種，和週日寧靜及百仁時間並稱為「改變日本賽馬的三匹種馬」。
母系Meine Regina為日本賽駒，生涯僅勝出新馬戰。外祖父週日寧靜是美國三冠賽雙冠馬，退役後在日本配種，在日本馬壇相當成功，贏得多項分級賽事，其子嗣贏得巨額獎金。

### 血統表
| 父線：Zeddaan系（Grey Sovereign系） |                            |               |                 |
| 種馬 千里通 1999年（棗色）          | 東來兵 1983年（棗色）      | Kampala       | Kalamoun        |
| 種馬 千里通 1999年（棗色）          | 東來兵 1983年（棗色）      | Kampala       | State Pension   |
| 種馬 千里通 1999年（棗色）          | 東來兵 1983年（棗色）      | Severn Bridge | Hornbeam        |
| 種馬 千里通 1999年（棗色）          | 東來兵 1983年（棗色）      | Severn Bridge | Priddy Fair     |
| 種馬 千里通 1999年（棗色）          | Make a Wish 1987年（栗色） | 北方風味      | 北地舞人        |
| 種馬 千里通 1999年（棗色）          | Make a Wish 1987年（栗色） | 北方風味      | Lady Victoria   |
| 種馬 千里通 1999年（棗色）          | Make a Wish 1987年（栗色） | Messina       | 秘書處          |
| 種馬 千里通 1999年（棗色）          | Make a Wish 1987年（栗色） | Messina       | Aphonia         |
| 繁殖雌馬 Meine Regina（深棗色）     | 週日寧靜 1986年（棕色）    | Halo          | Hail to Reason  |
| 繁殖雌馬 Meine Regina（深棗色）     | 週日寧靜 1986年（棕色）    | Halo          | Cosmah          |
| 繁殖雌馬 Meine Regina（深棗色）     | 週日寧靜 1986年（棕色）    | Wishing Well  | Understanding   |
| 繁殖雌馬 Meine Regina（深棗色）     | 週日寧靜 1986年（棕色）    | Wishing Well  | Mountain Flower |
| 繁殖雌馬 Meine Regina（深棗色）     | Fuminosky 1986年（深棗色） | 丸善斯基      | 尼真斯基        |
| 繁殖雌馬 Meine Regina（深棗色）     | Fuminosky 1986年（深棗色） | 丸善斯基      | Shill           |
| 繁殖雌馬 Meine Regina（深棗色）     | Fuminosky 1986年（深棗色） | Vend UFO      | Die Dard        |
| 繁殖雌馬 Meine Regina（深棗色）     | Fuminosky 1986年（深棗色） | Vend UFO      | Tai Isami       |
| 雌系：號族：4-d                     |                            |               |                 |
| 五代內近親交配：北地舞人 4×5        |                            |               |                 |

## 命名由來
名字中，Meine（マイネ）為馬主Thoroughbred Club Ruffian Ltd.之冠名，於德語中有「我的」之意思，聯想自母系Meine Regina的名字，Isabel（イサベル）則為歐美常見女性名字，香港只取後半部分之音譯，翻譯為「伊莎寶」。

## 外部連結
- 伊莎寶 netkeiba.com
- 血統表